# 시간을 달리는 TV
시간을 달리는 TV는 2015년 7월 9일부터 2016년 2월 12일까지 KBS 2TV에서 방송된 예능 프로그램이다.

## 기획 의도
KBS의 드라마, 예능, 교양, 다큐멘터리 등 방송을 통해 시청자들에 선보인 프로그램을 단순한 다시보기가 아닌, 새로운 관점으로 재구성해 보는 프로그램.

## 방송 시간
| 방송 채널 | 방송 기간                         | 방송 시간                              |
| --------- | --------------------------------- | -------------------------------------- |
| KBS 2TV   | 2015년 7월 9일 ~ 2015년 8월 20일  | 매주 목요일 저녁 8:55 ~ 밤 9:55 (60분) |
| KBS 2TV   | 2015년 8월 28일 ~ 2016년 2월 12일 | 매주 금요일 오전 9:40 ~ 10:40 (60분)   |

## 구성
- 서기철의 스타 프로파일링
- 명예의 전당 : 명장면, 명대사를 시청자들이 투표해서 뽑는다.

## 역대 코너
- 빅매치
- 아나운사
- 리폼드라마

## 역대 진행자
| 기수 | 진행자                       | 진행 기간                          |
| ---- | ---------------------------- | ---------------------------------- |
| 1기  | 김병찬, 이훈, 박은영, 서유리 | 2015년 7월 9일 ~ 2015년 8월 20일   |
| 2기  | 김병찬, 이훈, 박은영, 금보라 | 2015년 8월 28일 ~ 2015년 10월 2일  |
| 3기  | 김병찬, 이훈, 이승연, 금보라 | 2015년 10월 16일 ~ 2016년 2월 12일 |

## 시청률
- AGB 닐슨 미디어리서치

| 회차 | 방송 일자        | 전국 시청률(증감치) |
| ---- | ---------------- | ------------------- |
| 1회  | 2015년 7월 9일   | 2.1%                |
| 2회  | 2015년 7월 16일  | 2.4%                |
| 3회  | 2015년 7월 23일  | 2.0%                |
| 4회  | 2015년 7월 30일  | 2.2%                |
| 5회  | 2015년 8월 6일   | 2.0%                |
| 6회  | 2015년 8월 13일  | 2.2%                |
| 7회  | 2015년 8월 20일  | 2.5%                |
| 8회  | 2015년 8월 28일  | 3.7%                |
| 9회  | 2015년 9월 4일   | 2.9%                |
| 10회 | 2015년 9월 11일  | 3.0%                |
| 11회 | 2015년 9월 18일  | 2.9%                |
| 12회 | 2015년 9월 25일  | 3.2%                |
| 13회 | 2015년 10월 2일  | 3.1%                |
| 14회 | 2015년 10월 16일 | 2.9%                |
| 15회 | 2015년 10월 23일 | 2.7%                |
| 16회 | 2015년 10월 30일 | 3.1%                |
| 17회 | 2015년 11월 6일  | 3.5%                |
| 18회 | 2015년 11월 13일 | 4.3%                |
| 19회 | 2015년 11월 20일 | 3.3%                |
| 20회 | 2015년 11월 27일 | 3.6%                |
| 21회 | 2015년 12월 4일  | 3.7%                |
| 22회 | 2015년 12월 11일 | 4.1%                |
| 23회 | 2015년 12월 18일 | 3.5%                |
| 24회 | 2016년 1월 8일   | 3.3%                |
| 25회 | 2015년 1월 15일  | 4.6%                |
| 26회 | 2016년 1월 22일  | 4.2%                |
| 27회 | 2016년 1월 29일  | 4.2%                |
| 28회 | 2016년 2월 5일   | 4.0%                |
| 29회 | 2016년 2월 12일  | 4.7%                |

## 같이 보기
- 속보이는TV 人사이드